# Nototeuthis dimegacotyle
Nototeuthis dimegacotyle Nesis & Nikitina, 1986 è l'unica specie del genere monotipico Nototeuthis, appartenente alla famiglia Neoteuthidae.

## Descrizione
Questo calamaro si distingue per le sue clave tentacolari corte, che misurano meno del 40% della lunghezza del mantello, e per le pinne relativamente lunghe, pari a circa il 60% della lunghezza del mantello. Una caratteristica distintiva di N. dimegacotyle è la presenza di due ventose notevolmente ingrandite nella parte distale della mano, che lo differenziano dagli altri membri della famiglia Neoteuthidae.
Gli esemplari di questa specie sono rari; finora, sono stati raccolti solo tre esemplari intatti e due parziali (solo tentacoli). Il più grande tra questi è una femmina immatura di circa 83 mm di lunghezza del mantello.

## Distribuzione e habitat
N. dimegacotyle è stato trovato nell'Oceano Pacifico sud-orientale, al largo delle coste del Cile, tra le zone frontali subtropicali meridionali e quelle polari antartiche. Questa specie è mesopelagica e batipelagica, vivendo a profondità che vanno dalla superficie fino a circa 500 metri.

## Conservazione
Attualmente, l'Unione Internazionale per la Conservazione della Natura (IUCN) classifica Nototeuthis dimegacotyle come Data Deficient (DD), indicando che le informazioni disponibili sono insufficienti per valutare il rischio di estinzione di questa specie.